# Thysanostoma flagellatum
Thysanostoma flagellatum is een schijfkwal uit de familie Thysanostomatidae. De kwal komt uit het geslacht Thysanostoma. Thysanostoma flagellatum werd in 1880 voor het eerst wetenschappelijk beschreven door Haeckel. 